# Langidalur (dal i Island, Västfjordarna)
Langidalur är en dal i republiken Island.   Den ligger i regionen Västfjordarna, i den västra delen av landet, 190 km norr om huvudstaden Reykjavík.